# Alanno
Alanno – miejscowość i gmina we Włoszech, w regionie Abruzja, w prowincji Pescara.
Według danych na rok 2004 gminę zamieszkiwały 3742 osoby, 116,9 os./km².